# 山中尭之
山中 尭之（やまなか たかゆき、1999年3月10日 - ）は、茨城県結城市出身の元プロ野球選手（外野手）。右投右打。NPBでは育成選手であった。

## 経歴

### プロ入り前
つくば秀英高校時代は全国大会出場は無かった。また同学年に長井良太、一学年上に野澤佑斗が在籍していた。
東京新大学野球連盟1部の共栄大学時代は2年秋に打率.364でベストナインに選出された。
2020年12月6日に行われたベースボール・チャレンジ・リーグのトライアウトに合格し、茨城アストロプラネッツへ入団。

### BCL・茨城時代
2021年はリーグ3位となる11本塁打を打ち、読売ジャイアンツ三軍との練習試合では、同年一軍登板もある沼田翔平からレフトオーバーの二塁打を放った。
10月11日に行われたプロ野球ドラフト会議において、オリックス・バファローズから育成1巡目で指名を受け、11月17日に支度金300万円、年俸240万円（金額は推定）で仮契約を結んだ。背番号は020。

### オリックス時代
2022年はチームの2022年初実戦となった2月11日の紅白戦で紅組の4番として起用された。ウエスタン・リーグでは公式戦35試合に出場。外野だけでなく、一塁手としても起用された。マルチ安打を記録して打率を2割8分近くまで上昇させていた時期もあったが、最終的な打率は2割を切り、本塁打も5月に岡田俊哉（中日）から打った1本のみにとどまった。
2023年は二軍戦63試合に出場し、打率.218、6本塁打、18打点の成績で、期待されていた長打力の開眼を兆しを見せた。
2024年は二軍戦39試合に出場し、打率.260、4本塁打、12打点の成績を残す。シーズン終了後はみやざきフェニックス・リーグに参加し、ここでも本塁打を打っていたが、開催中に球団に現役引退を申し出、10月23日に球団がこれを受理したことが発表された。同年5月のFull-Countの記事では、3年の在籍制限がある育成選手として「もう最後という気持ちで臨んでいます。7月までに結果を残すしかありません」と述べており、10月の記事では、シーズン終了後に球団から育成再契約の打診があったが、「ありがたいお話でしたが、フェニックスでいい成績を残しても、続けようという気持ちに傾くことはありませんでした。完全燃焼したという思いです」と固辞したことを語っている。

## 選手としての特徴
フルスイングから放たれる長打力が武器。茨城アストロプラネッツ時代の首脳陣からは「打球速度と飛距離が外国人選手と変わらない」と評価された。2024年は森友哉からのアドバイスですり足打法を取り入れ、力を入れたときのバットコントロールが向上した。

## 人物
目標とする選手は杉本裕太郎。
オリックスの球団合宿所「青濤館」への入寮の際は、茨城名産の「ほしいも」を持参した。

## 詳細情報

### NPB年度別打撃成績
- 一軍公式戦出場なし

### 独立リーグでの年度別打撃成績
| 年 度     | 球 団     | 試 合 | 打 席 | 打 数 | 得 点 | 安 打 | 二 塁 打 | 三 塁 打 | 本 塁 打 | 塁 打 | 打 点 | 盗 塁 | 盗 塁 死 | 犠 打 | 犠 飛 | 四 球 | 敬 遠 | 死 球 | 三 振 | 併 殺 打 | 打 率 | 出 塁 率 | 長 打 率 | O P S |
| --------- | --------- | ----- | ----- | ----- | ----- | ----- | -------- | -------- | -------- | ----- | ----- | ----- | -------- | ----- | ----- | ----- | ----- | ----- | ----- | -------- | ----- | -------- | -------- | ----- |
| 2021      | 茨城      | 61    | 249   | 223   | 35    | 66    | 13       | 0        | 11       | 112   | 45    | 2     | 2        | 0     | 2     | 22    | -     | 2     | 45    | 10       | .296  | .361     | .502     | .863  |
| 通算：1年 | 通算：1年 | 61    | 249   | 223   | 35    | 66    | 13       | 0        | 11       | 112   | 45    | 2     | 2        | 0     | 2     | 22    | -     | 2     | 45    | 10       | .296  | .361     | .502     | .863  |

### 背番号
- 5（2021年）
- 020（2022年 - 2024年）